# Paolo Naldini (vescovo)
Paolo Naldini (Padova, 15 ottobre 1632 – Capodistria, 21 aprile 1713) è stato un vescovo cattolico italiano.

## Biografia
Nato a Padova il 15 ottobre 1632, fu ordinato sacerdote dell'Ordine degli Eremiti di Sant'Agostino il 18 settembre 1655.
Il 18 marzo 1686 fu nominato vescovo di Capodistria da papa Innocenzo XI. Il 25 marzo 1686 fu consacrato vescovo dal cardinale Alessandro Crescenzi, con Giuseppe Eusanio, vescovo titolare di Porfireone, e Pier Antonio Capobianco, già vescovo di Lacedonia. Servì come vescovo di Capodistria fino alla sua morte il 21 aprile 1713. Fu sepolto nella chiesa di San Biagio di Capodistria.

### Opere
Fu autore dell'opera monumentale Corografia ecclesiastica o'sia descrittione della città e della diocesi di Giustinopoli detto volgarmente Capo d'Istria, stampata a Venezia nel 1700. L'opera è una preziosa fonte di informazioni sulla storia di Capodistria e di altre località diocesane; parte integrante è anche la mappa della diocesi di Capodistria, dove sono esposti i confini e le parrocchie associate. È la più antica mappa di una diocesi nell'attuale Slovenia. Nell'archivio diocesano è stato conservato il manoscritto originale che, con ogni probabilità, fu copiato da uno scrivano o un funzionario della diocesi di curia, il che rende possibile il confronto con il libro stampato, che ora è tradotto in sloveno.

## Genealogia episcopale
La genealogia episcopale è:
- Cardinale Guillaume d'Estouteville, O.S.B.Clun.
- Papa Sisto IV
- Papa Giulio II
- Cardinale Raffaele Sansone Riario
- Papa Leone X
- Papa Paolo III
- Cardinale Francesco Pisani
- Cardinale Alfonso Gesualdo di Conza
- Papa Clemente VIII
- Cardinale Pietro Aldobrandini
- Cardinale Laudivio Zacchia
- Cardinale Antonio Barberini, O.F.M.Cap.
- Cardinale Alessandro Cesarini
- Cardinale Alessandro Crescenzi, C.R.S.
- Vescovo Paolo Naldini